# Nala lividipes
Nala lividipes är en tvestjärtart som först beskrevs av Dufour 1820.  Nala lividipes ingår i släktet Nala och familjen Labiduridae. Inga underarter finns listade i Catalogue of Life.

## Bildgalleri

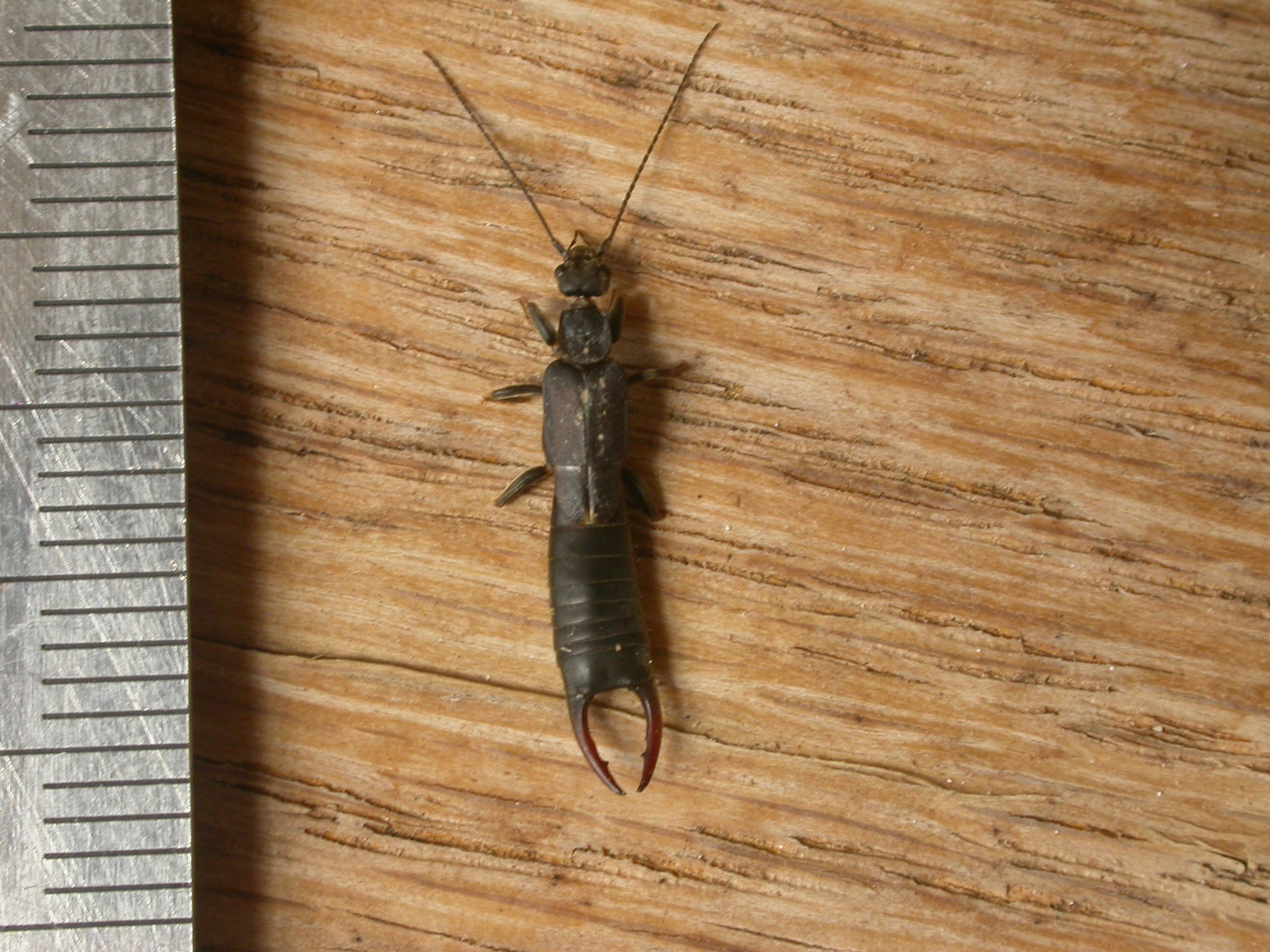
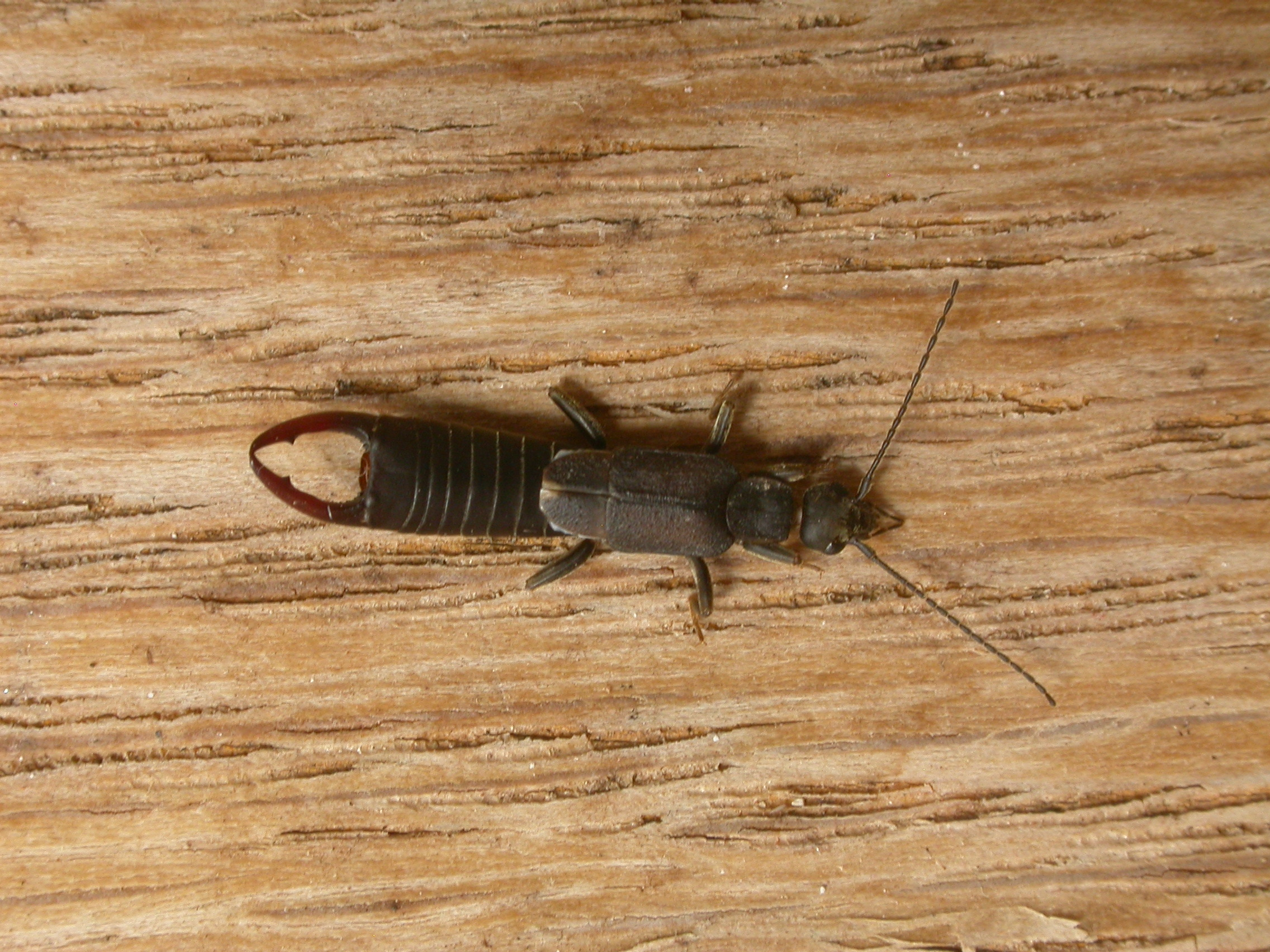
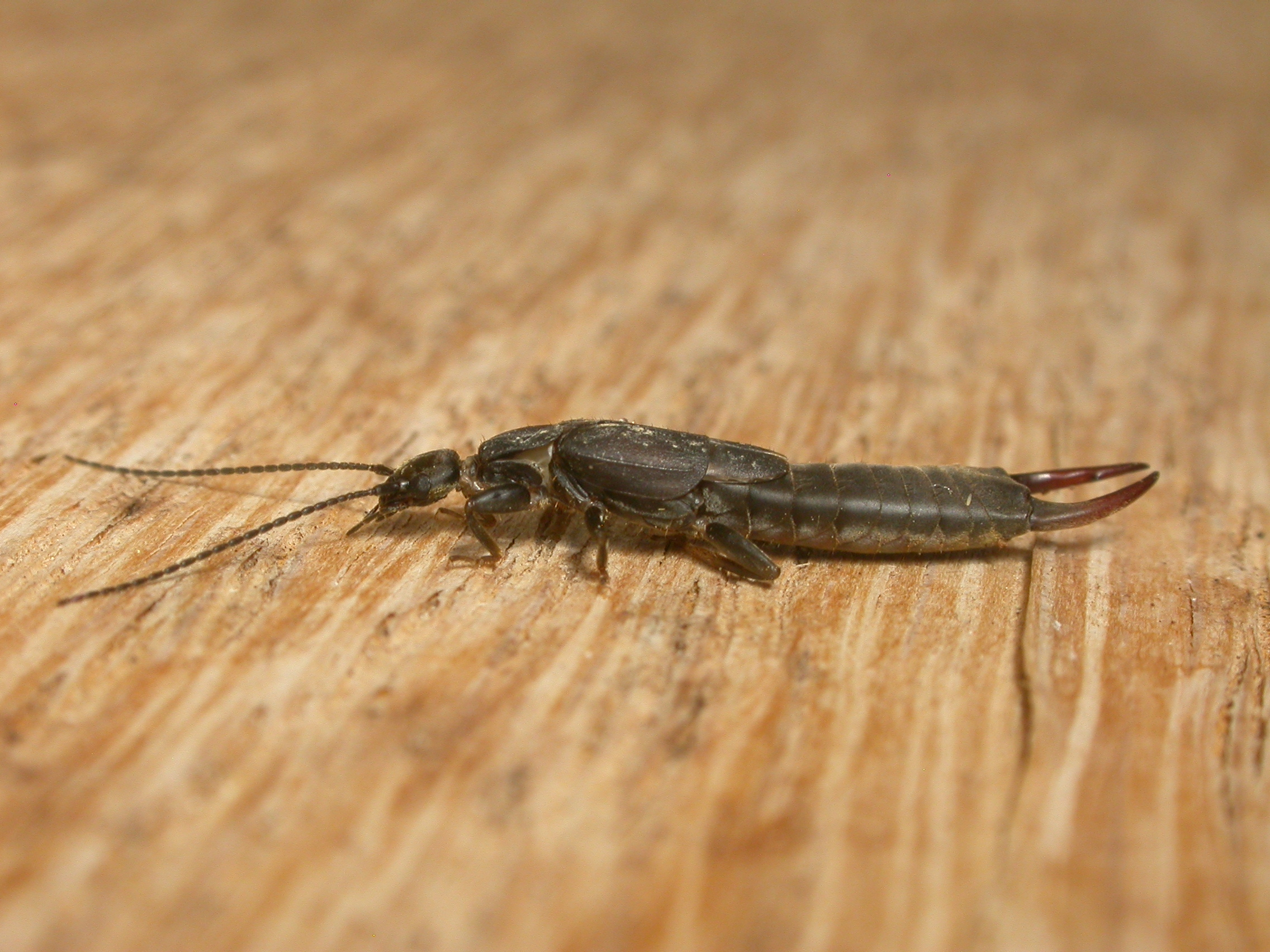
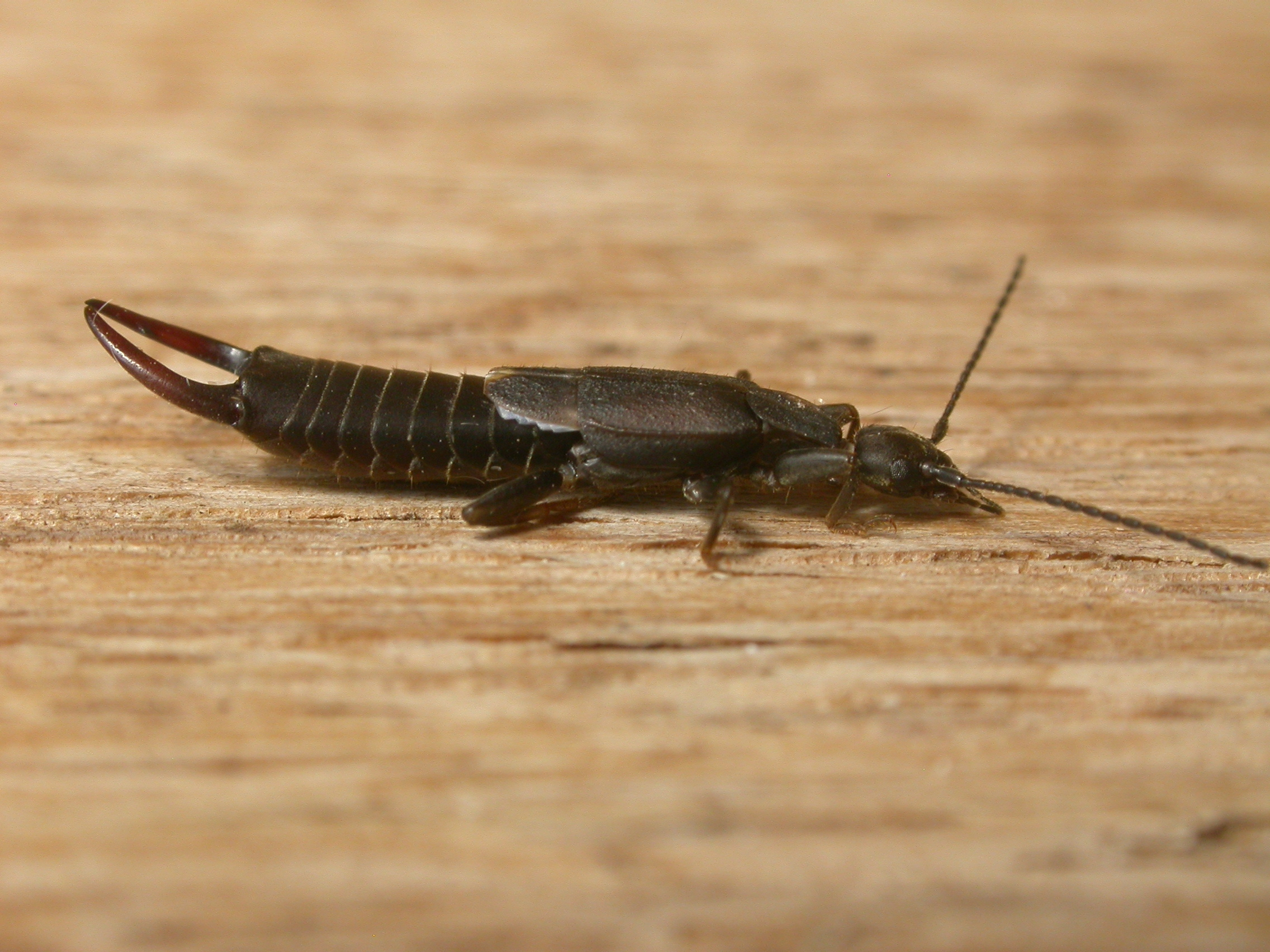